# Zita aureopyga
Zita aureopyga là một loài ruồi trong họ Tachinidae.